# Starší dospělost
Období starší dospělosti se u lidí všeobecně projevuje mezi 45. a 60. rokem věku. Jedná se o období bilancování. U mnohých se projevuje „krize středního věku“. Životní cíle jsou nyní kriticky přezkoumávány a vyhodnocovány. Lidé si často kladou otázku, čeho doposud ve svém životě dosáhli. Dosavadní výsledky jsou popřípadě doplňovány, završeny nebo zcela přeměněny. Mnohdy se hodnotí i správné řešení a omyly ve volbě partnera, výchově dětí, pracovní činnosti a celkové vlastní seberealizaci.

## Vývoj
Dochází k výrazně znatelnému stárnutí. Největší znatelnost změn bývá po 50. roce věku. Postupně upadají všechny tělesné funkce.
Z fyziologického hlediska se zvýrazňují známky involuce, která se vyznačuje úbytkem výkonnosti některých orgánů. Viditelnými tělesnými změnami jsou šedivění a ubývání vlasů, pigmentace kůže, přibývání vrásek apod. Často se zvyšuje výskyt zdravotních obtíží. Subjektivně člověk pociťuje především zhoršování smyslových funkcí, zejména zraku a sluchu. Klesá rychlost motorických schopností, snižuje se obratnost, síla i fyzická výkonnost. U žen dochází k ukončení reprodukční schopnosti – menopauza. Období přechodu, klimaktérium, je spojeno s tělesnými i psychickými změnami, např. častějším pocitem únavy, návaly horka, bolestmi hlavy, depresemi. U mužů je ubývání hormonální tvorby plynulejší.
Po intelektové stránce člověk oplývá velkou zásobou informací a zkušeností. Zpočátku umí využívat své schopnosti a dovednosti v praxi, s čímž souvisí i snaha co nejvíce těchto nabytých dovedností předat dalším. A tak postupně dochází k poklesu flexibility myšlení a zároveň ke zhoršování krátkodobé paměti.

## Rodina
Čtyřicátník je v situaci, kdy pečuje o dospívající děti, které se postupně osamostatňují a chystají se na samostatný život, a zároveň se stará o své stárnoucí rodiče. Po odchodu dětí dochází u rodičů k tzv. syndromu prázdného hnízda. Často je provázeno s pocity opuštěnosti a zklamání, které se promítají i do partnerského vztahu manželů, někdy i s důsledkem pasivní akceptace partnera. Klesá počet sociálních kontaktů, mění se náplň denních činností, mnohdy dochází i ke změnám životních standardů – závislá pozice. Vysvobozením může být nástup do nové životní etapy – role prarodiče, kde starší dospělý opět zastává potřebnou a důležitou funkci. Je ovšem nutné myslet na separaci – nutný odstup. V opačném případě může docházet ke snaze promítnutí vlastních ctižádostí do vnoučat.

## Produktivita
Ve věku starší dospělosti člověk dosahuje vrcholu své produktivity. Jedná se zhruba o prostředek průměrné délky lidského života. U mnohých tím pádem dochází ke krizi středního věku, což je vědomí zúžení možností, časové omezenosti. Starší dospělý může začít pociťovat, že jeho dosavadní život je nudný a stereotypní, tudíž je potřeba vše změnit. Přichází touha po nových zkušenostech a nevšedních zážitcích.
Dochází k přehodnocování vlastní identity, často i ke snaze o nalezení identity nové pro nastávající stárnutí. Člověk se více věnuje sobě, svým otázkám a myšlenkám, má snahu po sobě zanechat něco hodnotného.
Hlavním vývojovým úkolem staršího dospělého je generativa, což zahrnuje činnosti milovat a pracovat. Člověk s láskou pečuje o to, co vytvořil, zplodil, případně i porodil, a za co přijal odpovědnost. Největším nebezpečím této etapy je nedostatek odvahy nebo ochoty dávat druhým.

## Práce
V průběhu starší dospělosti člověk bilancuje svůj profesní život, rodinu, partnerství, děti, zdraví… Mnohdy dosahuje vrcholu své kariéry a většinou zastává odpovědné pracovní funkce, pracuje ve vedoucích pozicích.
Psychická i fyzická výkonnost je v tomto období ovlivňována zejména zkušenostmi a osvojenými postupy, které mohou do určité míry kompenzovat úbytek pohotovosti a rychlosti reakcí, pokles flexibility, koncentrace, vštípivosti paměti apod., zdravotním stavem a způsobem života (rozsah a zaměření aktivity, osobní vztah k novým informacím). Celkově se zpravidla zhoršuje schopnost učení v důsledku vyšší unavitelnosti ztěžující koncentraci pozornosti.
S přibývajícími léty dochází k postupnému uzavírání profesní kariéry, k vývoji od fáze workholismu až po vyhoření (burnout). Následuje bilancování a nové představy o budoucnosti. Mění se celkový životní postoj. Člověk hledá alternativy, které je přijatelné i pro období stárnutí. Dochází k pocitům prázdnoty, potřebě ocenění, úspěchu či pochvaly.